# لیانگ یان
لیانگ یان (انگلیسی: Liang Yan؛ زادهٔ ۴ اکتبر ۱۹۶۱) بازیکن والیبال اهل چین است.
وی در مسابقات کشوری و بین‌المللی در مجموع برندهٔ ۵ مدال طلا شده‌است.